# Isidis Planitia
Isidis Planitia é uma planície situada dentro de uma bacia de impacto gigante em Marte. Ela está localizada parcialmente no Quadrângulo de Syrtis Major e parcialmente no Quadrângulo de Amenthes.
É a terceira maior estrutura de impacto no planeta após as bacias de Hellas e de Argyre - tem aproximadamente 1500 quilômetros de diâmetro. Provavelmente, Isidis foi a última grande bacia a se formar em Marte, tendo aparecido a cerca de 3,9 bilhões de anos atrás, durante o período Noachiano.
O robô Beagle 2 estava a ponto de aterrissar na parte oriental de Isidis Planitia em dezembro de 2003, quando contato foi perdido com sua sonda. Em janeiro de 2015, a NASA anunciou que o Beagle 2 havia sido encontrado na superfície da planície. Imagens de alta resolução capturadas pelo Mars Reconnaissance Orbiter identificaram a sonda perdida, que aparenta estar intacta.